# Trịnh Cung công
Trịnh Cung công (chữ Hán: 鄭共公; trị vì: 454 TCN–424 TCN), tên thật là Cơ Xú (姬醜), là vị vua thứ 21 của nước Trịnh – chư hầu nhà Chu trong lịch sử Trung Quốc.
Cơ Sửu là con trai của Trịnh Hiến công
Năm 455 TCN, người nước Trịnh nổi dậy giết Trịnh Ai công, lập Cơ Sửu lên nối ngôi, tức Trịnh Cung công.
Sử ký không ghi rõ những hành trạng của ông và các sự kiện liên quan đến nước Trịnh trong thời gian ông ở ngôi.
Năm 424 TCN, Trịnh Cung công qua đời. Ông làm vua được 31 năm. Con ông là Cơ Dĩ lên nối ngôi tức Trịnh U công.